# Gabriel Țepelea
Gabriel Țepelea (n. 6 februarie 1916, Borod, Bihor – d. 12 aprilie 2012, București) a fost un profesor și politician român, membru PNȚCD, deputat (1990-2000), membru de onoare al Academiei Române.

## Studii
A absolvit Facultatea de Litere și Filozofie (secția filologie romanică) a Universității Regele Ferdinand din Cluj, în anul 1937, fiind mai apoi promovat doctor în litere și filozofie la Universitatea București (1948). A urmat de asemenea studii juridice la Facultatea de Drept a Universității Regele Ferdinand din Cluj.
A urmat cursuri de specializare în domeniul limbii franceze și literaturii franceze în Franța, în anii 1937-1938.

## Carieră didactică
În perioada 1938-1944 a fost profesor secundar la Lugoj și la Timișoara, iar după anul 1945 a fost profesor la București.
După ieșirea din închisoarea politică, între anii 1962-1964, a fost lector de limba franceză și istoria limbii române la Facultatea de filologie de la Timișoara, iar din 1964 lector, conferențiar și profesor la Facultatea de Filologie a Institutului Pedagogic din Pitești, unde, în perioada 1971-1974, a îndeplinit și funcția de decan al facultății.

## Activitatea politică

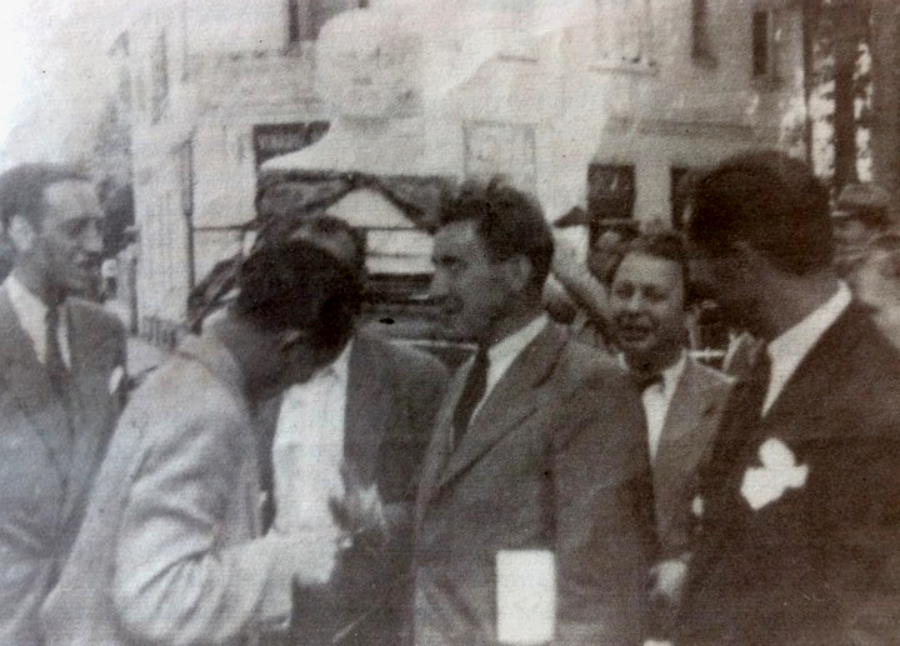
Gabriel Țepelea (centru) în 1944, alături de o echipă de jurnaliști străini

- s-a înscris în PNȚ, în anul 1933. A fost apropiat de Iuliu Maniu.
- președintele Organizației de tineret a PNȚ (1945-1946)
- candidat pe lista de deputați la alegerile din 1946, arestat și condamnat la 6 ani de închisoare pentru uneltire contra ordinii sociale
- din 1989 - membru PNȚCD
- 1990-1996 - vicepreședintele PNȚCD
- 1996-2000 - prim vicepreședinte al PNȚCD
- Activitate parlamentară:
  - 1990-1992, 1992-1996, 1996-2000 - Membru al Camerei Deputaților, circumscripția electorală PNȚCD din Bihor
  - 1992-1996 - locțiitorul liderului Grupului parlamentar al PNȚCD și al PER
  - 1996-2000 - președintele Comisiei pentru cultură, arte, mijloace de informare în masă
- vicepreședintele Conferinței Interparlamentare de la Santiago de Chile
- 1992-1996 - membru al Grupului parlamentar și al Comisiei mixte pentru Parlamentul European
- 1992-1996 - președintele Grupului parlamentar de prietenie cu Belgia
- 1996-2000 - președintele Grupului parlamentar de prietenie cu Franța - Adunarea Națională

## Activitate publicistică
- Autor a 4 cursuri publicate sub egida Ministerului Învățământului în limba română și 3 cursuri în limba franceză
- 25 de volume și peste 700 de studii, articole și comunicări
- contribuții în redimensionarea literaturii și culturii vechi românești, în includerea scrierilor românești în limba latină în istoria literaturii și culturii române, precum și în domeniul literaturii comparate
- Membru al Comitetului de redacție (1942 - 1944) al publicației Ardealul, care apărea la București, în vremea ocupației horthyste a Transilvaniei de Nord
- Membru al Colectivului de redacție al revistei Tribuna Transilvaniei (1945-1946)
- Redactor al revistei Argeș (1966 - 1968)
- Membru al Societății de științe filologice

### Lucrări
- Nuvele, 1944
- Țara Bihariei, 1945
- Problema omului in societatea romaneasca, 1947
- Plugarii condeieri din Banat, Editura "Cercului Bănățenilor", București
- Argeșul, în lumina toponimiei (în colaborare), Pitești, 1969
- Studii de istorie și limbă literară, 1970
- Corelația limbă - literatură, Editura didactică și pedagogică, București, 1971
- L'influence du latin médieval sur le roumain littéraire de Transylvanie (în colaborare), 1971
- Momente din evoluția limbii române literare, Editura didactică și pedagogică, București, 1973
- Ano, Ano, logojano (1974)
- Opțiuni și retrospective (1989)
- Iuliu Maniu în fața istoriei (1993, coordonator)
- Amintiri și evocări (1994)
- Ion Mihalache în fața istoriei (1994, coordonator)
- Rememorări de istorie, literatură și cultură națională (1994)
- Pentru o nouă istorie a literaturii și culturii române vechi (1994)
- Din gândirea creștin-democrată românească (1995, coordonator)
- O Europă și cealaltă (1995, traducere după Wilfried Martens)
- Corneliu Coposu în fața istoriei (1996, coordonator)
- Cântece de Galeră (1996)
- Interpretari si restituiri (1996)
- Însemnări de taină (1997)
- Așteptând (1997)
- Anii Nimănui (1998)
- Călătorii interioare (1998)
- Caius Iacob – viața și opera (1999, prefață și coordonare)
- Călătorie prin veac - în dialog cu Emil Șimăndan (1999)
- Dezbateri parlamentare (1999)
- Secvențe din purgatoriu (1999)
- Itinerar în vremi de cumpănă (2000)
- Credință și speranță: pagini de publicistică radiofonică (1943-2004) / Gabriel Țepelea (2006)
- Întâlniri la răscrucea unor destine (2011)

## Mecenat
După 1990 a sprijinit financiar construirea grădiniței, dispensarului medical și a bisericii greco-catolice din comuna sa natală, Borod.

## Distincții
Gabriel Țepelea a fost membru de onoare al Academiei Române.